# Goran Pandev
Goran Pandev (em macedônio: Горан Пандев; Estrúmica, 27 de julho de 1983) é um ex-futebolista macedônio que atuava como atacante.

## Carreira
Pandev foi revelado pelo Belasica, do seu país natal. Após poucas partidas pelo clube, chamou a atenção dos grandes clubes europeus, e foi contratado pela Internazionale, no verão de 2001, pouco depois de ter completado 18 anos.
Na Inter, não chegou a ser aproveitado em partidas da Serie A, sendo emprestado ao Spezia, da Serie C1, e em seguida ao Ancona onde, apesar do clube ter feito uma das piores campanhas da história da Serie A, Pandev conseguiu adquirir certa experiência, disputando 20 partidas e marcando um gol.

### Lazio
Em 2004, o meio-campista sérvio Dejan Stanković se transferiu da Lazio para a Inter, e Pandev foi enviado para a capital num acordo de troca.

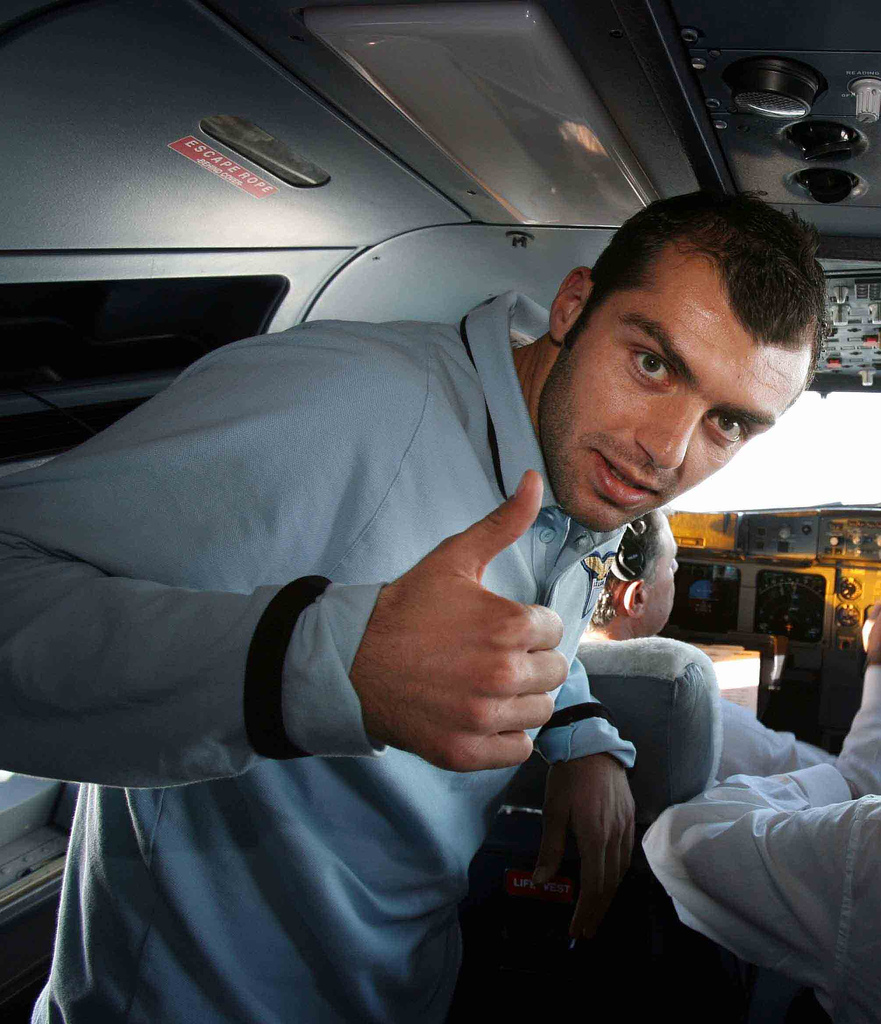
Goran Pandev em 2007

Pandev impressionou no seu primeiro ano na Lazio, atuando em 29 partidas e marcando três gols, incluindo um memorável contra a Juventus, onde passou por Fabio Cannavaro, Lilian Thuram e Gianluca Zambrotta, antes de finalizar contra a meta de Gianluigi Buffon.
Na temporada seguinte, Delio Rossi foi nomeado treinador da Lazio, e Pandev passou a formar uma dupla de ataque mortal com Tommaso Rocchi.
Na temporada 2007–08, Pandev passou a atrair a atenção de alguns dos maiores clubes da Europa, especialmente após uma partida pela Liga dos Campeões da UEFA contra o Real Madrid no Estádio Olímpico, no dia 3 de outubro de 2007, na qual ele marcou duas vezes.
Já na temporada 2008–09, Pandev marcou seu primeiro hat-trick na Serie A, numa partida contra a Reggina, no dia 11 de janeiro de 2009. Em 24 de março de 2009, Pandev recebeu a medalha de serviço ao país pelo presidente da República da Macedônia, Branko Crvenkovski, em reconhecimento às suas realizações esportivas e sua contribuição para o desenvolvimento e popularização do futebol na Macedônia, assim como promover a imagem do país no exterior.

#### Disputa de contrato
No verão de 2009, iniciou-se uma disputa entre Pandev e o presidente da Lazio, Claudio Lotito, o que resultou em uma batalha legal entre o atacante e o seu clube.
A disputa começou com Pandev, deixando claro o seu desejo de deixar a Lazio durante o verão de 2009. Lotito, aparentemente descontente com a decisão do macedônio, decidiu retirá-lo do elenco. Como resultado, Pandev passou quatro meses treinando por conta própria, sem realizar uma única partida pelo clube. Durante este período, vários clubes que manifestaram interesse na compra de Pandev, principalmente o Zenit, da Rússia, que fez uma oferta de 13 milhões de euros para ter o jogador. Lotito rejeitou a oferta, exigindo 2 milhões de euros a mais. Ambas as partes não chegaram a um acordo de valores.
No dia 23 de dezembro de 2009, Pandev anunciou oficialmente a rescisão do seu contrato com a Lazio.

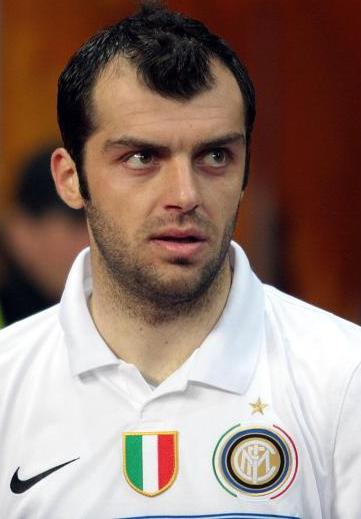
Pandev pela Inter de Milão em 2010

### Internazionale
Em 4 de janeiro de 2010, após muitos dias de especulação, Pandev foi anunciado oficialmente pela Internazionale, clube que já havia defendido logo que chegou ao futebol italiano. Como estava sem clube, o jogador veio a custo zero, e assinou um contrato de quatro anos e meio com os nerazzurri.
Estreou com a camisa da Inter no dia 6 de janeiro, na vitória por 1 a 0 sobre o Chievo. Sem espaço na equipe, no dia 26 agosto foi emprestado ao Napoli.

### Napoli
Após estar emprestado ao Napoli na temporada 2011–12 e ter conquistado o título da Copa da Itália, ele foi contratado em definitivo e assinou contrato por três anos. O atacante afirmou:
| “ | Eu tenho confiança nesse projeto e estou convencido que a vitória na Copa da Itália foi só o começo de uma grande era no clube. Espero encerrar minha carreira no Napoli. | ” |

### Galatasaray
Foi anunciado pelo Galatasaray no dia 1 de setembro de 2014, assinando contrato por duas temporadas. O Napoli recebeu 2,4 milhões de euros pela transferência; se o contrato fosse prorrogado para a temporada 2015–16, o clube italiano receberia mais 2,1 milhões.

### Genoa
Em março de 2015, após ter sido afastado do Galatasaray, Pandev retornou à Itália e assinou por dois anos com o Genoa.

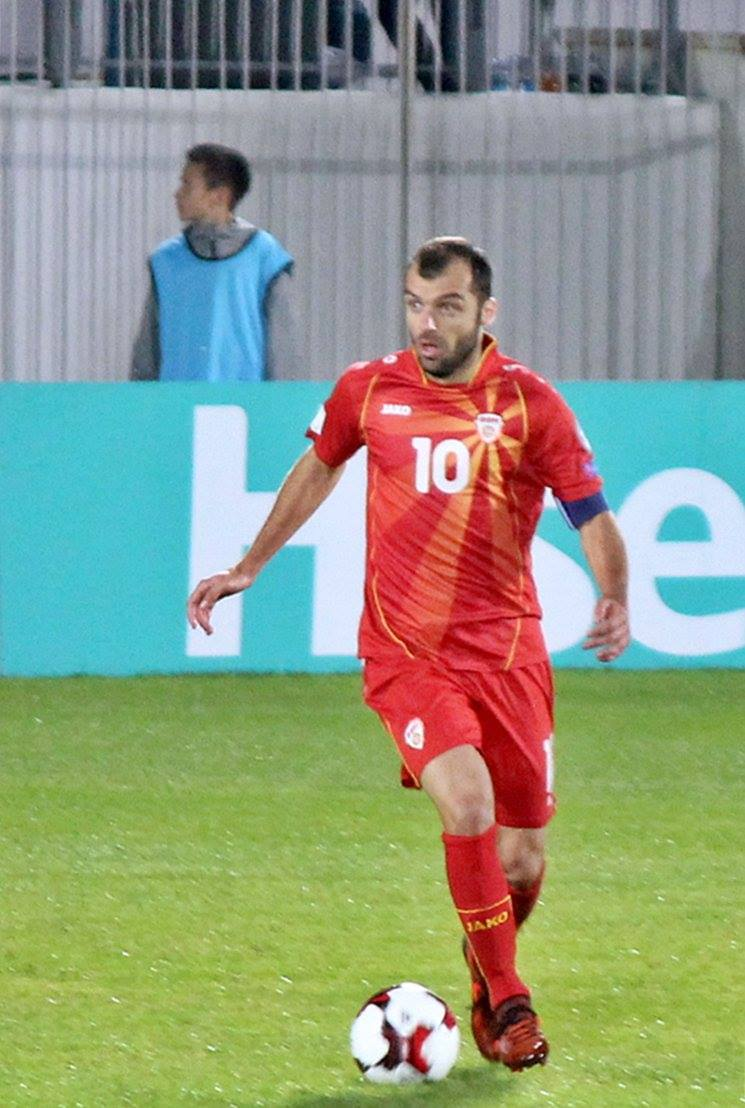
Pandev atuando pela Macedônia em 2017

## Seleção Nacional
Goran Pandev é detentor de três recordes com a camisa da Seleção da Macedônia do Norte: maior artilheiro (38 gols), jogador com mais partidas (122) e maior capitão. Representou a Macedônia durante 20 anos, entre 2001 e 2021.
Em 12 de novembro de 2020, ao balançar as redes numa vitória por 1 a 0 contra a Geórgia, Pandev marcou o gol que classificou seu país para uma Eurocopa pela primeira vez em sua história.
Convocado para a Euro 2020 (realizada em 2021), o atacante foi o camisa 10 e o capitão da Seleção Macedônia no torneio. Em 13 de junho, na partida diante da Áustria, Pandev marcou o primeiro gol da história de seu país nessa competição, mas não evitou a derrota da Macedônia do Norte por 3 a 1. No dia 21 de junho, contra a Holanda, pela última rodada da fase de grupos, Pandev realizou sua última partida com a camisa da Seleção. O atacante recebeu uma homenagem do capitão Georginio Wijnaldum antes do jogo, com uma camisa especial, e também foi homenageado ao ser substituído aos 22 minutos da etapa final. Já sem chances de classificação, a Macedônia perdeu por 3 a 0.

### Gols pela Seleção
| #   | Data                    | Local                           | Adversário           | Placar | Competição      |
| --- | ----------------------- | ------------------------------- | -------------------- | ------ | --------------- |
| 1.  | 21 de agosto de 2002    | Escópia, República da Macedônia | Malta                | 5–0    | Amistoso        |
| 2.  | 20 de agosto de 2003    | Prilepo, República da Macedônia | Albânia              | 3–1    | Amistoso        |
| 3.  | 18 de fevereiro de 2004 | Escópia, República da Macedônia | Bósnia e Herzegovina | 1–0    | Amistoso        |
| 4.  | 11 de junho de 2004     | Tallinn, Estônia                | Estónia              | 2–4    | Amistoso        |
| 5.  | 18 de agosto de 2004    | Escópia, República da Macedônia | Armênia              | 3–0    | Elim. Copa 2006 |
| 6.  | 9 de outubro de 2004    | Escópia, República da Macedônia | Países Baixos        | 2–2    | Elim. Copa 2006 |
| 7.  | 4 de junho de 2005      | Erevan, Armênia                 | Armênia              | 1–2    | Elim. Copa 2006 |
| 8.  | 4 de junho de 2005      | Erevan, Armênia                 | Armênia              | 1–2    | Elim. Copa 2006 |
| 9.  | 8 de junho de 2005      | Teplice, República Tcheca       | Tchéquia             | 6–1    | Elim. Copa 2006 |
| 10. | 11 de outubro de 2006   | Andorra-a-Velha, Andorra        | Andorra              | 0–3    | Elim. Euro 2008 |
| 11. | 17 de outubro de 2007   | Escópia, República da Macedônia | Andorra              | 3–0    | Elim. Euro 2008 |
| 12. | 27 de agosto de 2008    | Luxemburgo, Luxemburgo          | Luxemburgo           | 1–4    | Amistoso        |
| 13. | 27 de agosto de 2008    | Luxemburgo, Luxemburgo          | Luxemburgo           | 1–4    | Amistoso        |
| 14. | 10 de setembro de 2008  | Escópia, República da Macedônia | Países Baixos        | 1–2    | Elim. Copa 2010 |
| 15. | 11 de fevereiro de 2009 | Antália, Turquia                | Moldávia             | 1–1    | Amistoso        |
| 16. | 12 de agosto de 2009    | Escópia, República da Macedônia | Espanha              | 2–3    | Amistoso        |
| 17. | 12 de agosto de 2009    | Escópia, República da Macedônia | Espanha              | 2–3    | Amistoso        |
| 18. | 11 de outubro de 2009   | Escópia, República da Macedônia | Catar                | 2–1    | Amistoso        |
| 19. | 11 de outubro de 2009   | Escópia, República da Macedônia | Catar                | 2–1    | Amistoso        |
| 20. | 14 de novembro de 2009  | Escópia, República da Macedônia | Canadá               | 3–0    | Amistoso        |
| 21. | 14 de novembro de 2009  | Escópia, República da Macedônia | Canadá               | 3–0    | Amistoso        |
| 22. | 18 de novembro de 2009  | Teerã, Irã                      | Irã                  | 1–1    | Amistoso        |
| 23. | 3 de março de 2010      | Escópia, República da Macedônia | Montenegro           | 2–1    | Amistoso        |
| 24. | 10 de agosto de 2011    | Bacu, Azerbaijão                | Azerbaijão           | 1–0    | Amistoso        |
| 25. | 15 de agosto de 2012    | Escópia, República da Macedônia | Lituânia             | 1–0    | Amistoso        |
| 26. | 6 de fevereiro de 2013  | Escópia, República da Macedônia | Dinamarca            | 3–0    | Amistoso        |
| 27. | 31 de março de 2021     | Duisburgo, Alemanha             | Alemanha             | 1-2    | Elim. Copa 2022 |
| 28. | 13 de junho de 2021     | Bucareste, Romênia              | Áustria              | 1-3    | Eurocopa        |

## Polêmica
No dia 20 de março de 2013, confirmando o que havia dito José Mourinho, então treinador do Real Madrid, de que os votos para melhor técnico do mundo e para a Bola de Ouro da temporada foram trocados, Pandev, que teve o voto computado em favor de Vicente del Bosque, treinador da Espanha, garantiu, por sua vez, ter votado no português.

## Títulos
Lazio
- Copa da Itália: 2008–09

Internazionale
- Serie A: 2009–10
- Copa da Itália: 2009–10 e 2010–11
- Liga dos Campeões da UEFA: 2009–10
- Supercopa da Itália: 2010
- Copa do Mundo de Clubes da FIFA: 2010

Napoli
- Copa da Itália: 2011–12 e 2013–14

Galatasaray
- Süper Lig: 2014–15
- Copa da Turquia: 2014–15